# Gay mafia
Gay mafia lub velvet mafia (mafia gejowska, mafia aksamitna) – pejoratywne określenie używane w niektórych mediach anglosaskich (przez „New York Post” i „The Sun”) w latach 80. i 90., opisujące ogół rzekomo istniejącego lobby gejowskiego, które zdaniem osób używających tego terminu, działa w polityce i mediach. Osoby te twierdzą, że mafia gejowska jest obecna w prestiżowych domach mody i showbiznesie. Nie mniej nikt nigdy nie udowodnił, że mafia istnieje. Termin ten jest również używany humorystycznie przez gejów – w Los Angeles działa teatr gejowsko-lesbijski nazwany „The Gay Mafia”.

## Pochodzenie terminu
Stopniowo słowo „velvet” zaczynało być zastępowane przez „gay”. Termin „gay mafia” został bardziej spopularyzowany po użyciu go w artykule magazynu „Spy” z 1995. Został również użyty w wywiadzie z hollywoodzkim agentem Michaelem Ovitzem (łowcą talentów, który odkrył między innymi Stevena Seagala oraz prezydentem Creative Artist Agency, reprezentującej wiele gwiazd filmowych). W Vanity Fair (rok 2002) Ovitz twierdził, że zorganizowana grupa gejów zapewniła go, że już nigdy nie będzie pracował w Hollywood.
Ovitz w trakcie swojej kariery w latach 80. i 90. twierdził, iż wpływowi ludzie, tacy jak David Geffen (współzałożyciel DreamWorks), Bernard Weintraub (dziennikarz „New York Time”), czy też inni, których zatrudniał w czasach swojej prezydentury w Creative Artists Agency (jak choćby późniejszy prezydent Universal Studios Ronald Meyer) byli częścią wpływowej grupy, która w konspiracji zadecydowała o końcu jego kariery.
Ovitz wkrótce po opublikowaniu wywiadu przeprosił za użycie sformułowania „gay mafia”, mówiąc: W zasadzie termin „gay mafia” nie odzwierciedla moich prawdziwych odczuć czy nastawienia. To jest godne pożałowania i jest mi przykro.

## Opinia Chrisa Morrisa
W 1999 roku Chris Morris, brytyjski działacz na rzecz LGBT, na łamach „New Statesman” użył określenia „gay mafia” w stosunku do grupy brytyjskich biznesmenów inwestujących w segment LGBT. Inwestorzy ci tworząc kluby, sklepy, dyskoteki itp. dla gejów i lesbijek, zapewniali sobie olbrzymie dochody. Według Chrisa Morrisa takie działania powodowały powstawanie „gejowskich wiosek”, w których za cenę separacji od reszty społeczeństwa osoby homoseksualne mogły się czuć w pełni swobodnie jednocześnie nie będąc narażonym na uprzedzenia innych. Stwierdził, że znacząca liczba biznesmenów próbowała zatrzymać postęp kampanii na rzecz praw gejów i lesbijek tak długo jak było to możliwe w obawie o własne interesy. Morris akcentował wyraźny konflikt interesów między biznesmenami inwestującymi w pink dollar, a organizacjami walczącymi o prawa mniejszości seksualnych i zarzucał tym organizacjom godzenie się z tą sytuacją.
Morris nigdy nie przedstawił żadnych dowodów na poparcie swoich tez.